# Spitzhaus
Das Spitzhaus ist ein ehemaliges Lusthaus in der sächsischen Stadt Radebeul. Das weithin sichtbare Gebäude liegt auf der Hangkante des Elbtalkessels über der Hoflößnitz im Stadtteil Oberlößnitz.

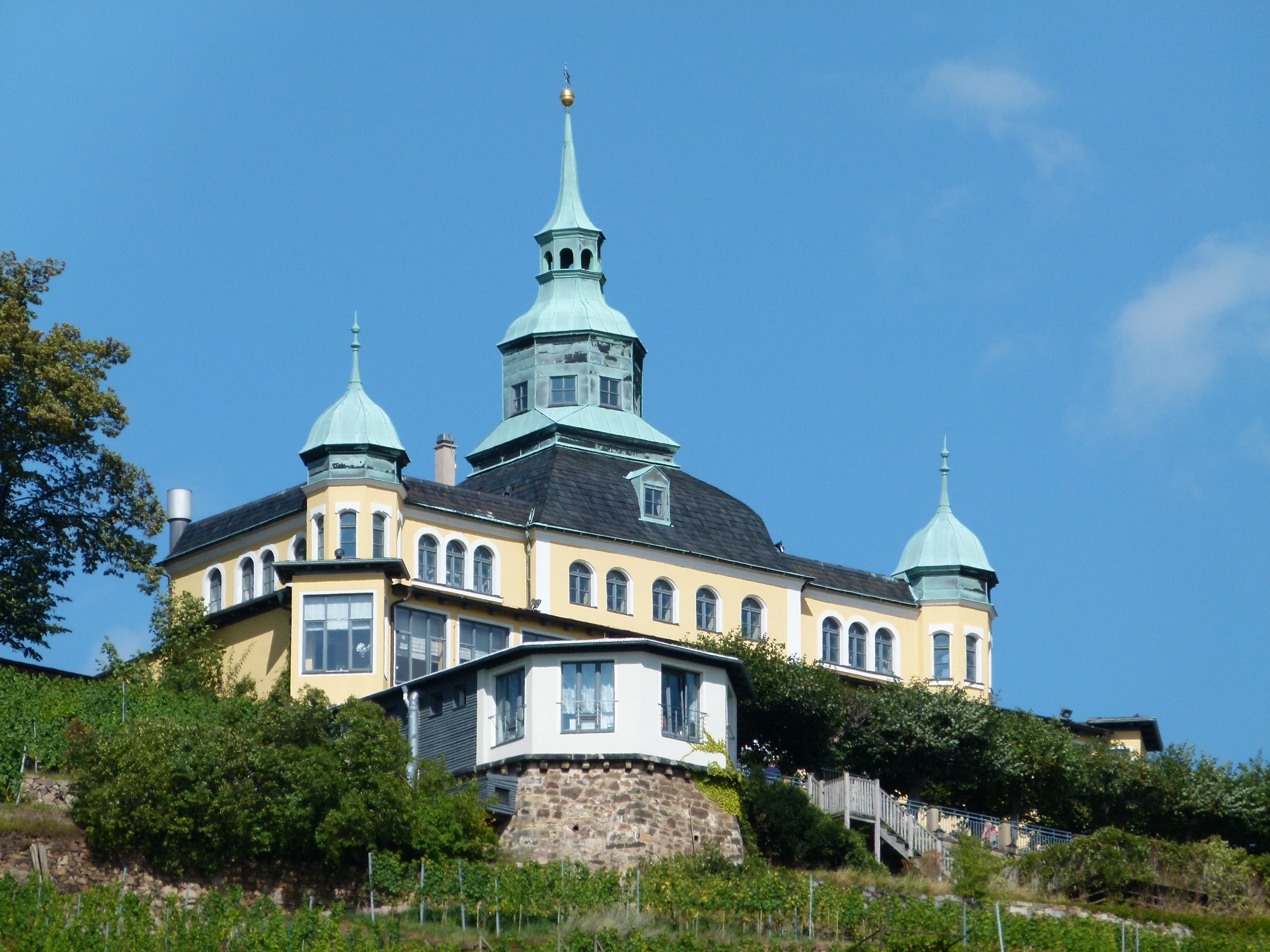
Spitzhaus

Nach dem Auftreten der Reblaus in der Lößnitz als fiskalischer Weinbergsbesitz in Privathand verkauft, wurde das Spitzhaus zu einem Ausflugslokal umgewidmet und stark erweitert. Das denkmalgeschützte Wahrzeichen Radebeuls in der Spitzhausstraße 36 dient auch nach der Sanierung und Wiedereröffnung im Jahr 1997 als Ausflugsgaststätte mit einem weiten Ausblick (Höhe 241,3 m) über das Elbtal und bis nach Dresden. Das Spitzhaus liegt damit 100 Höhenmeter über dem Niveau der Hoflößnitz.

## Beschreibung

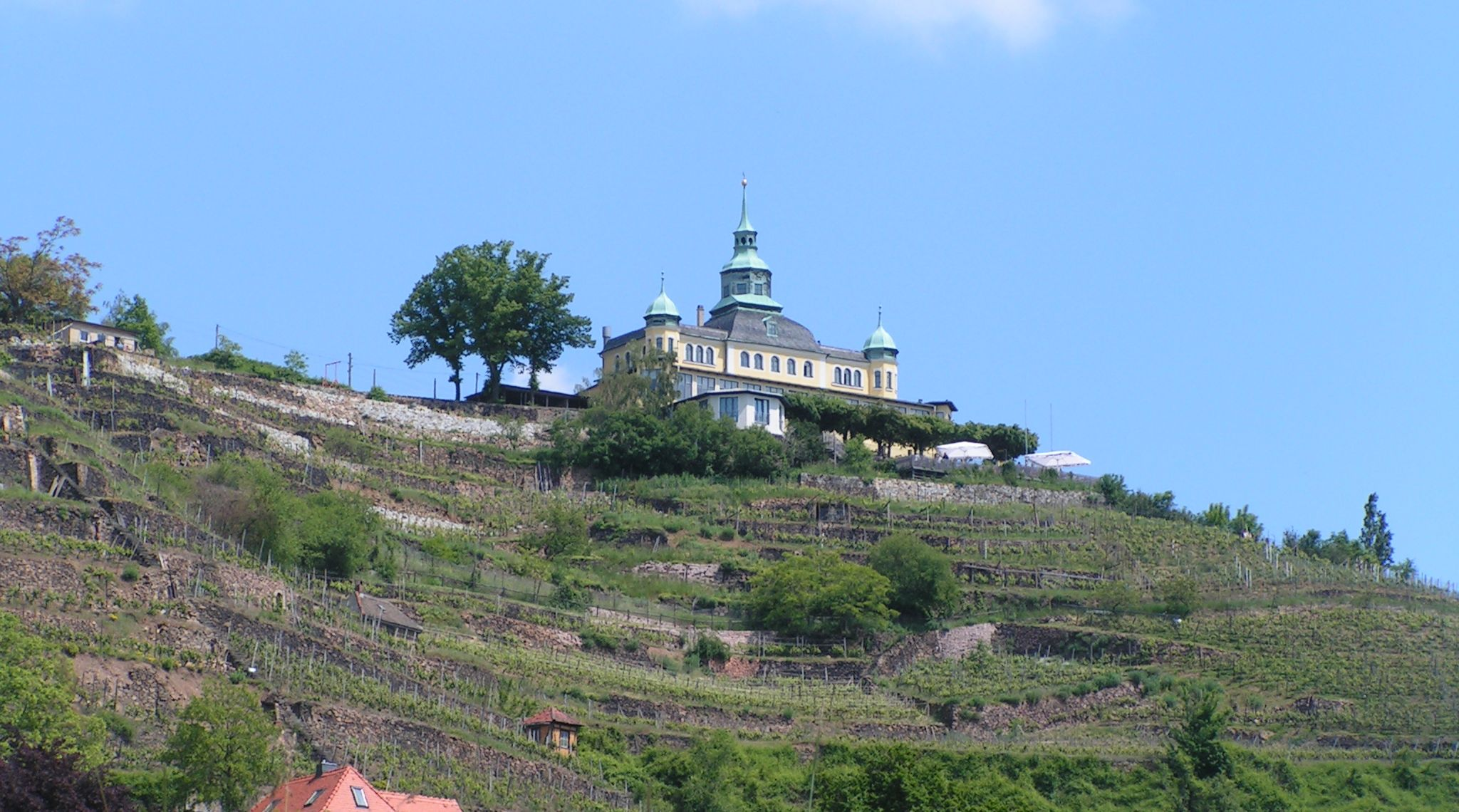
Spitzhaus aus Richtung Hoflößnitz

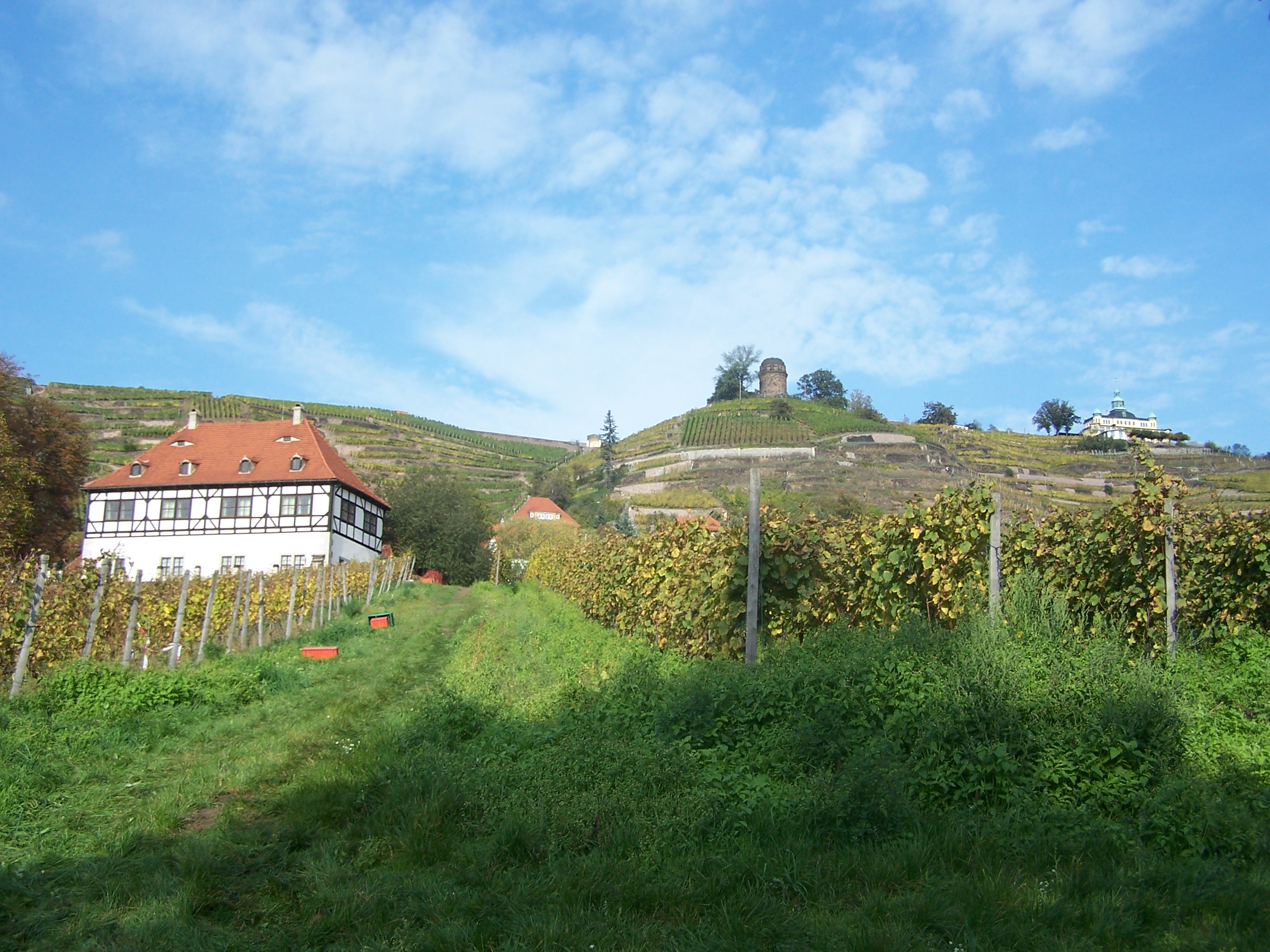
Hoflößnitz mit dem Weinberg Goldener Wagen (links im Hintergrund der Hoflößnitz) sowie Bismarckturm, Spitzhaus und Weinberg Spitzhaus (rechts)

Der ursprüngliche Kernbau, ein zweigeschossiger, fast quadratischer Baukörper mit etwa 9,5 × 9,5 Metern Länge und fünf Rundbogenfenstern zur Talseite sowie einer markanten Turmspitze, ist heute noch im Zentrum des Gebäudes zu erkennen. Die ehemalige zweiarmige Freitreppe in das Obergeschoss der nördlichen Zugangsseite ist jedoch schon lange verschwunden. Obenauf hat er ein geschweiftes Zeltdach mit einem achteckigen Dachreiter mit kupferner Spitze.
Im Jahr 1901 wurden auf beiden Seiten des Kernbaus, parallel zur Hangkante, zweigeschossige Gebäudeflügel angesetzt, die ebenfalls mit Rundbogenfenstern ausgestattet wurden und auf den hangseitigen Gebäudeecken Erker mit geschweiften Hauben erhielten. Dieser Umbau erfolgte noch „aus dem Geist der Ursprungszeit“.
Im Jahr darauf folgte der Bau der großen, eckigen Veranda auf der Talseite, der stilistisch ohne Rücksicht auf die historische Substanz nur der Zweckmäßigkeit verpflichtet war. Ausführendes Unternehmen war die Bauunternehmung von Adolf Neumann. Ursprünglich aus Holz, wurde diese in späteren Jahren massiv umgebaut.
Im Jahr 1922 wurden auf der Bergseite Nebengelasse an das Gebäude angebaut, die die barocke Freitreppe in ihrer Wirkung beeinträchtigten. Weitere Anbauten auf der Nordseite folgten 1928, in deren Folge die Freitreppe abgerissen wurde. Aus dem gleichen Jahr ist die Relieftafel am Eingang aus Sandstein mit einer Einrahmung aus Betonwerkstein, auf der sich eine Darstellung des historischen Spitzhauses befindet sowie die Initialen AF und die Jahreszahlen 1622 und 1928.
Auf der Talseite entstand 1924 im Weinberg unterhalb des Gebäudes, auf der Südwestecke, eine große Substruktion, auf der eine von dem übrigen Gebäude getrennte Terrasse entstand.
Bei der Sanierung und den Umbauten im Jahr 1997 erfolgte eine gewisse Symmetrisierung der Talansicht.
Das gesamte Areal von der Hoflößnitz über die Spitzhaustreppe bis hin zum Bismarckturm und dem 140 Meter östlich stehenden Spitzhaus steht als denkmalpflegerische Sachgesamtheit (Ensembleschutz) unter Denkmalschutz. Darüber hinaus gilt die gesamte, im Denkmalschutzgebiet Historische Weinberglandschaft Radebeul liegende, Frei- und Weinbergsfläche einschließlich der Weinberge Goldener Wagen und Spitzhaus als Werk der Landschafts- und Gartengestaltung.

## Geschichte

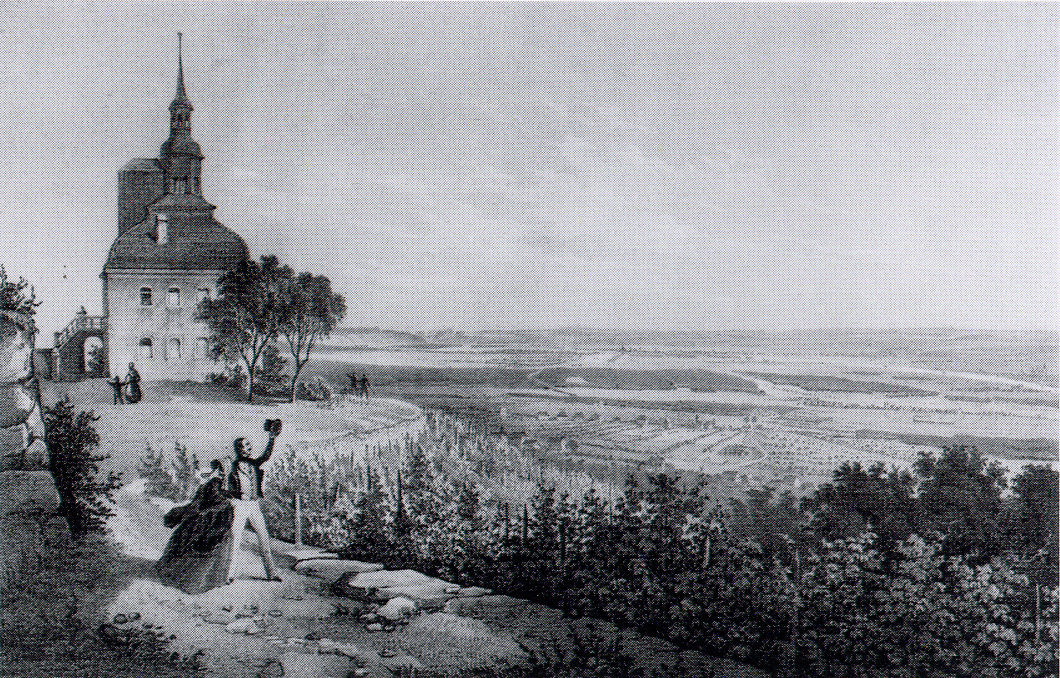
Spitzhaus von der Westseite aus mit Blick in das Elbtal, Stich um 1800

Spitzhaus von der Nordostseite aus, vor dem Umbau 1901

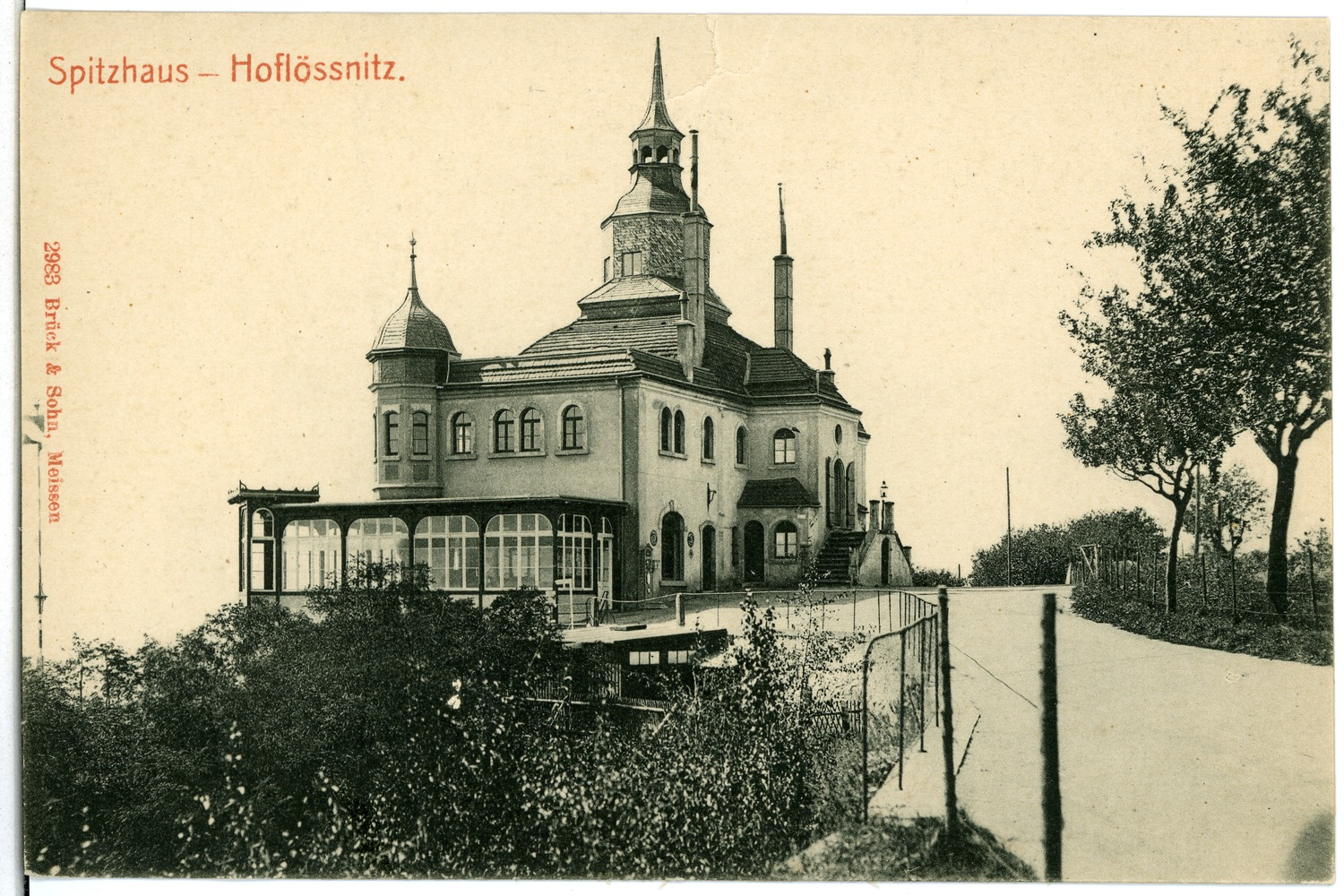
Spitzhaus von der Nordostseite aus, nach dem Umbau 1903

An der Stelle eines Anfang des 17. Jahrhunderts auf einem Bergsporn über der Hoflößnitz liegenden kurfürstlichen Vorwerks soll 1622 Kurfürst Johann Georg I. ein kleines, fast quadratisches Weinberghaus im Stil der Spätrenaissance (Manierismus) errichtet haben. Gemäß seiner Lage auf dem Bergsporn erhielt das Gebäude in der Folge den Namen Hohes Haus beziehungsweise auch Hochhaus.
Das Weinbergsanwesen ging an den Obristen Bose, der bis 1657 den Weinberg bewirtschaftete. Im Jahr 1668 erwarb der Dresdner Kaufmann Paul Friedrich Landsberger das Anwesen (Landsbergischer Weinberg). Dieser ließ um 1672 das Gebäude mit einem hohen, sogenannten welschen Zeltdach versehen, das aufgrund der Ähnlichkeit mit dem Dach der Moritzburger Schloßkapelle dem Baumeister Wolf Caspar von Klengel zugewiesen wird und dem Gebäude den Namen Spitziges Haus einbrachte. Landsbergers Erben, darunter Johann Friedrich Landsberger, übernahmen 1688 das Anwesen.
Weitere Eigentümer wurden 1699 Freiherr von Rechenberg, dann die Familie von Wolframsdorf, nach der der zugehörige Weinberg lange Zeit Wolframsdorfischer Weinberg hieß, so auf der Karte von Hans August Nienborg aus dem Jahr 1714. Der Kammerherr Georg von Wolframsdorf schenkte das Gebäude am 24. Juli 1706 dem General der Kavallerie und Gouverneur der Festungen Königstein und Sonnenstein, Jacob Heinrich von Flemming, der es im Jahr darauf der von ihm verehrten Reichsgräfin von Cosel schenkte. Diese gab es 1710 an ihren Gönner, den Kurfürsten August den Starken weiter. Zu jener Zeit soll das Gebäude, wie man in alten Chroniken liest, etwas heruntergekommen gewesen sein.
August der Starke plante eine Einbeziehung des Gebäudes auf dem kurfürstlichen Hochhäuser Vorwerk (von Hochhaus), welches in Kriegszeiten wegen der guten strategischen Lage militärisch genutzt wurde, als weiteres Lustschlösschen in Ergänzung zu Schloss Hoflößnitz, wo er seine Festgesellschaften empfing; doch erst unter seinem Sohn, Kurfürst August III., wurde das Gebäude 1749 nach Plänen von Matthäus Daniel Pöppelmann im Stil des Barock umgestaltet. Es erhielt bei diesem Umbau auch eine neue Turmabdeckung aus Kupfer an Stelle der vorherigen blechernen sowie zwei Kamine im Inneren, ferner kam die zweiflügelige Freitreppe zur Erschließung des ursprünglich ausgemalten Festsaals im Obergeschoss hinzu.
Von Pöppelmann stammt auch die Idee einer 365 Stufen umfassenden Jahrestreppe von Schloss Hoflößnitz zum Spitzhaus einschließlich der zwölf Plattformen. Realisiert wurden sogar 390 Stufen, womit es sich um die größte barocke Treppenanlage Sachsens handelt. Sie überwindet auf 220 m Länge 76 m Höhe. Damit wurde das Hohe Haus zu einem gut erreichbaren Gästehaus der sächsischen Kurfürsten, das wegen seiner einzigartigen Aussicht gern besucht wurde. Neben dem mit Gemälden ausgeschmückten Festsaal gab es im Turmgeschoss Privatgemächer. Das Gästebuch, welches im Sächsischen Staatsarchiv aufbewahrt wird, nennt Namen wie Kaiser Joseph II., König Karl X. von Frankreich und König Otto I. von Griechenland. Auch Wilhelm I. von Preußen, damals noch Kronprinz und später deutscher Kaiser, wohnte dort.
Von 1835 bis zu seiner Ernennung als Bergvoigt auf der Hoflößnitz 1863 arbeitete Johann Gottlob Mehlig als Hofewinzer auf dem Hohen Haus. Von ihm stammt eine als fünfbändiges Tagebuch geschriebene Chronik über die „Natur- und Weltbegebenheiten“, die heute als Rarität im Stadtarchiv Radebeul verwahrt wird und zu den wichtigen Quellen zur Regionalgeschichte sowie zu den Witterungsbedingungen des Weinbaugebiets der Lößnitz gehört.
Nach der amtlichen Feststellung der Reblauskatastrophe in der Oberlößnitz 1887 war die Zeit des Weinbaus vorerst vorüber und die königlichen Anbauflächen wurden aufgelassen. Der Sächsische Hof versteigerte 1888 oder 1889 das turmartige Spitzhaus in Privathand. Der Striesener Kaufmann Friedrich Herrmann Hennicke kam 1889 oder 1898 in seinen Besitz und erhielt ein Jahr später eine Schankerlaubnis. 1901/1902 ließ er durch den Dresdner Baumeister Richard Beyer die beiden Flügel mit den Eckerkern anbauen, die dem Haus sein künftiges charakteristisches Aussehen gaben und die Kapazität des inzwischen beliebten Ausflugslokals erweiterten. Kurz darauf folgte die verglaste Veranda. Zahlreiche weitere Um- und Ausbauten folgten in den 1920er Jahren, 1928 verschwand die barocke Freitreppe auf der Nordseite.
Ab 1960 wurde das Haus von den volkseigenen Feinstrumpfwerken Oberlungwitz, die später dem Strumpfkombinat Esda in Thalheim angeschlossen wurden, als Ferienheim genutzt. Der Gaststättenbetrieb war zu dieser Zeit stark eingeschränkt. Ein Teil der Veranden wurde zu Zimmern umgebaut.
Nach der politischen Wende 1990 wurde es wieder eine private Gaststätte und ging nach der Schließung 1995 in den Besitz der Stadt Radebeul über. 1996 erwarb die Gastronomenfamilie Andreas per Erbbaurechtsvertrag die bekannte Ausflugsgaststätte und öffnete sie nach Umbau und Sanierung 1997 wieder.